# Düdingen
Düdingen (Frans: Guin) is een dorp in het kanton Fribourg in Zwitserland. Het grenst aan het Franstalige Fribourg, maar toch ligt het net over de taalgrens en men spreekt er in grote meerderheid (2000: 89,7%) Duits.

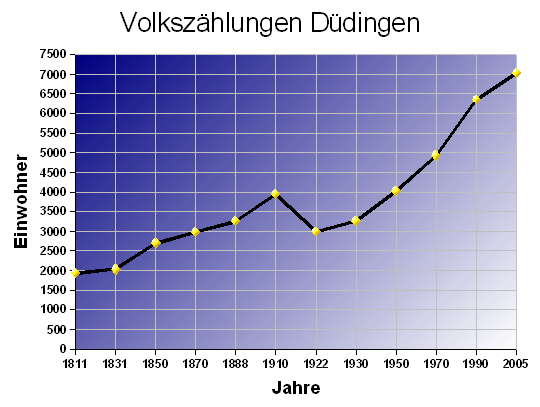

De gemeente bevat de op 4 na meeste inwoners van het kanton, na Fribourg, Bulle, Villars-sur-Glâne en Marly. De meerderheid van de bewoners van de gemeente is Rooms-katholiek.
Düdingen werd voor het eerste oorkondelijk vermeld onder de naam Doens in 1180 en Duens in 1182, vernoemd naar een toen aldaar woonachtige familie. Daarna werd het nog genoemd als Tiudingen in 1258 en Dyung in 1414. Tot 1922 maakte de tegenwoordige gemeente Schmitten ook nog deel uit van de gemeente.
Düdingen ligt direct aan de snelweg A12. Tevens is er een station dat ligt aan de treinverbinding van Fribourg naar Bern. De meeste bewoners werken buiten de gemeentegrenzen. De tertiaire sector is het meest ontwikkeld in Düdingen, hoewel de agrarische sector nog altijd belangrijk is en er 3 kaasmakerijen op het grondgebied van Düdingen te vinden zijn (in Düdingen, Mariahilf en Bundtels).
De volgende dorpjes liggen op het grondgebied van de gemeente:
- Angstorf
- Balbertswil
- Balliswil
- Bruch (Vorder, Hinter)
- Bundtels
- Chastels
- Galmis
- Heitiwil
- Jetschwil
- Ottisberg
- St. Wolfgang
- Übewil